# Rosureux
Rosureux est une commune française située dans le département du Doubs, la région culturelle et historique de Franche-Comté et la région administrative Bourgogne-Franche-Comté.

## Géographie
Rosureux est situé dans la vallée du Dessoubre à quelques kilomètres en aval du cirque de Consolation. C'est le seul village, avec Consolation-Maisonnettes, dont le bourg est établi en fond de vallée du Dessoubre.

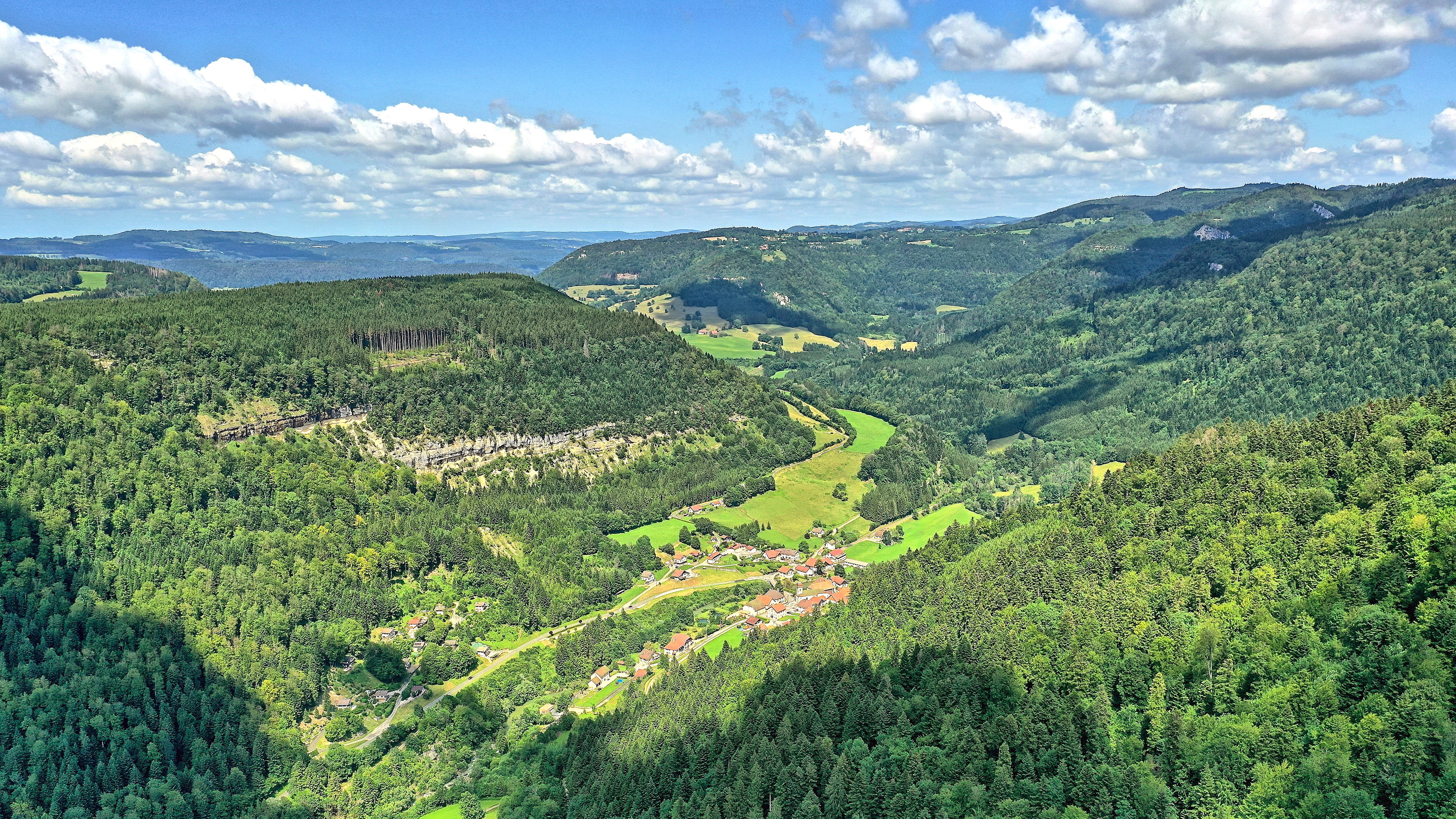
Le village dans la vallée du Dessoubre.

### Toponymie
Sainte-Foy au XIVe siècle ; Rosureux depuis 1614.

### Climat
Pour des articles plus généraux, voir Climat de la Bourgogne-Franche-Comté et Climat du Doubs.
En 2010, le climat de la commune est de type climat de montagne, selon une étude du Centre national de la recherche scientifique s'appuyant sur une série de données couvrant la période 1971-2000. En 2020, Météo-France publie une typologie des climats de la France métropolitaine dans laquelle la commune est exposée à un climat de montagne ou de marges de montagne et est dans la région climatique  Jura, caractérisée par une forte pluviométrie en toutes saisons (1 000 à 1 500 mm/an), des hivers rigoureux et un ensoleillement médiocre. 
Pour la période 1971-2000, la température annuelle moyenne est de 9,3 °C, avec une amplitude thermique annuelle de 17,4 °C. Le cumul annuel moyen de précipitations est de 1 369 mm, avec 11,9 jours de précipitations en janvier et 11,6 jours en juillet. Pour la période 1991-2020, la température moyenne annuelle observée sur la station météorologique de Météo-France la plus proche, « Le Russey », sur la commune du Russey à 7 km à vol d'oiseau, est de 7,9 °C et le cumul annuel moyen de précipitations est de 1 667,0 mm. 
La température maximale relevée sur cette station est de 36 °C, atteinte le 25 juillet 2019 ; la température minimale est de −32 °C, atteinte le 9 janvier 1985,,. 
Les paramètres climatiques de la commune ont été estimés pour le milieu du siècle (2041-2070) selon différents scénarios d'émission de gaz à effet de serre à partir des nouvelles projections climatiques de référence DRIAS-2020. Ils sont consultables sur un site dédié publié par Météo-France en novembre 2022.

## Urbanisme

### Typologie
Au 1er janvier 2024, Rosureux est catégorisée commune rurale à habitat très dispersé, selon la nouvelle grille communale de densité à 7 niveaux définie par l'Insee en 2022.
Elle est située hors unité urbaine et hors attraction des villes,.

### Occupation des sols
L'occupation des sols de la commune, telle qu'elle ressort de la base de données européenne d’occupation biophysique des sols Corine Land Cover (CLC), est marquée par l'importance des forêts et milieux semi-naturels (76,1 % en 2018), en diminution par rapport à 1990 (82,1 %). La répartition détaillée en 2018 est la suivante : 
forêts (76,1 %), prairies (23,9 %). L'évolution de l’occupation des sols de la commune et de ses infrastructures peut être observée sur les différentes représentations cartographiques du territoire : la carte de Cassini (XVIIIe siècle), la carte d'état-major (1820-1866) et les cartes ou photos aériennes de l'IGN pour la période actuelle (1950 à aujourd'hui).

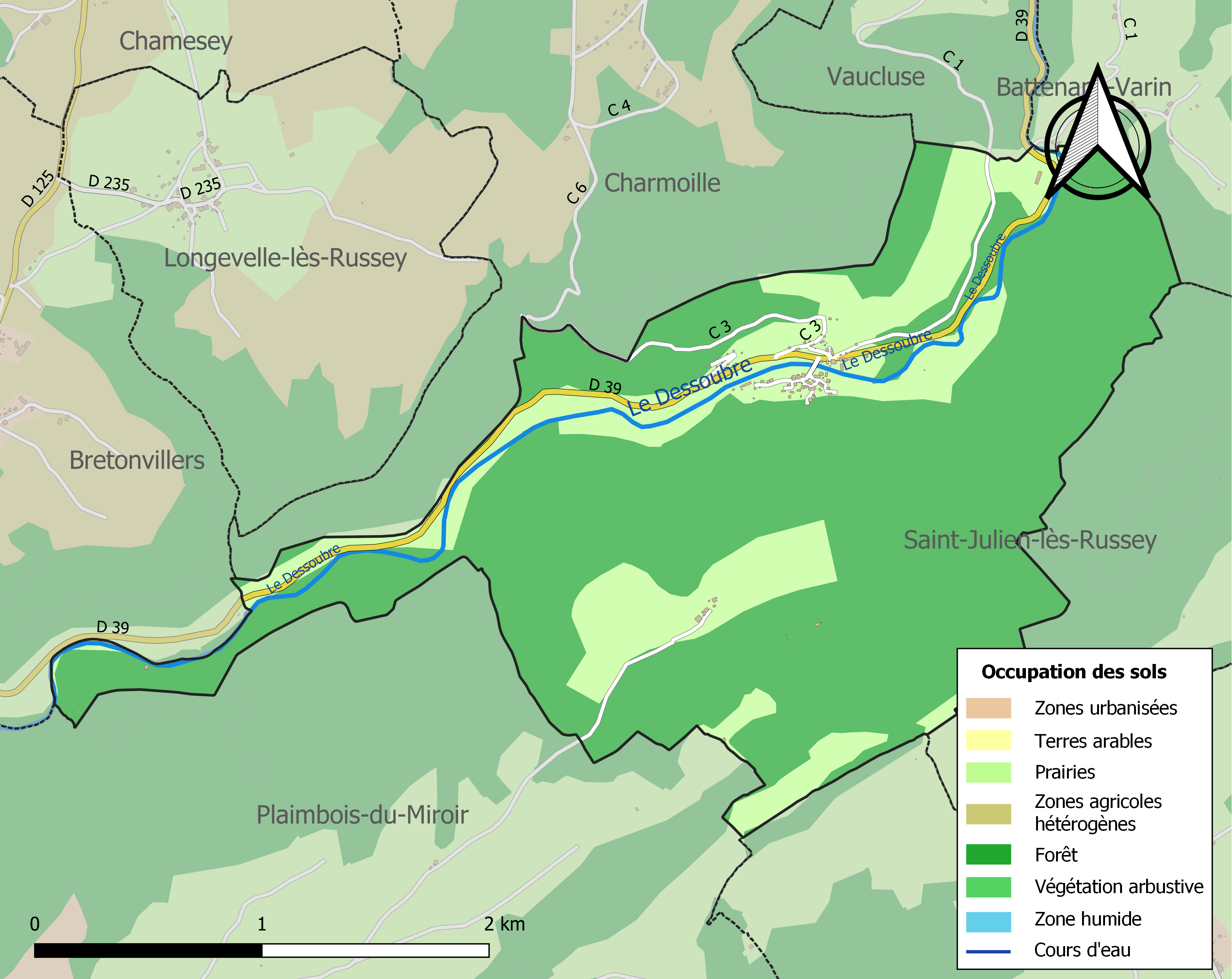
Carte des infrastructures et de l'occupation des sols de la commune en 2018 (CLC).

## Histoire
D'abord simple ermitage appelé "Sainte Foy" au XIVe siècle, Rosureux commença à exister lorsque, un siècle plus tard, les religieux de Vaucluse y firent construire deux moulins : le moulin banal et le moulin de la Thouyère. Mais à peine né, le village, situé sur un axe de passage, eut à souffrir de l'armée des Confédérés en 1474. Les habitants se réfugièrent dans les grottes du voisinage (ils retrouveront ce réflexe de survie lors des ravages de la soldatesque de Bernard de Saxe-Weimar pendant la guerre de Dix Ans).
La Révolution française ne rencontra pas beaucoup d'échos à Rosureux. Le 18 juin 1793, le comité de Salut Public du district dénonça le sieur Journot qui "réclamait l'autel et le trône", mais cette affaire n'eut pas de suite. Par contre, lors du soulèvement de la Petite Vendée, cinq habitants de Rosureux (Claude François Pepiot, Eloi et François-Xavier Relange, François-Joseph Journot et Jean-Ignace Simon) passèrent en jugement. Le 7 février 1794, un certain Félix Simon, 61 ans, fut accusé d'avoir traité les députés, les patriotes et les prêtres assermentés "de gueux, de vauriens, de canailles sans foi, sans loi, sans religion". Nodier le fit traduire devant le tribunal révolutionnaire de Paris qui le condamna à la guillotine.
Rosureux devint l'un des refuges préférés des prêtres réfractaires. Le 9 janvier 1796, les gendarmes arrêtèrent l'abbé Filsjean sur la route de Belleherbe mais plusieurs habitants de Rosureux et de Charmoille les obligèrent à le relâcher. Le retour à Rosureux aux cris de "vivent les aricots" fut un triomphe. Le prêtre trouva asile chez Ignace Journot et plusieurs hommes commandés par Jean-Ignace Simon, adjoint, se portèrent volontaires pour lui servir de gardes du corps.
Enfin, le 26 mai 1797, on coupa l'arbre de la Liberté.
C'est aussi le village où naquit l'entreprise d'horlogerie "Prêtre et fils" en 1854 sur la rive droite du Dessoubre. Mondialement réputée cette entreprise a vendu des horloges au Brésil, en Tunisie, en Espagne, mais surtout en France et en Suisse, ceci dès le début du XXe siècle.

## Politique et administration
| Période                                  | Période                     | Identité                                      | Étiquette | Qualité         |
| ---------------------------------------- | --------------------------- | --------------------------------------------- | --------- | --------------- |
| mars 2001                                | 2008                        | Raymond Minotto                               | FN        |                 |
| mars 2008                                | 2014                        | Sylvie Grandmougin                            | SE        |                 |
| mars 2014                                | En cours (au 1er juin 2020) | Jérôme Boillon Réélu pour le mandat 2020-2026 | SE        | Agent technique |
| Les données manquantes sont à compléter. |                             |                                               |           |                 |

## Démographie
L'évolution du nombre d'habitants est connue à travers les recensements de la population effectués dans la commune depuis 1793. Pour les communes de moins de 10 000 habitants, une enquête de recensement portant sur toute la population est réalisée tous les cinq ans, les populations de référence des années intermédiaires étant quant à elles estimées par interpolation ou extrapolation. Pour la commune, le premier recensement exhaustif entrant dans le cadre du nouveau dispositif a été réalisé en 2005.

En 2022, la commune comptait 80 habitants, en évolution de +2,56 % par rapport à 2016 (Doubs : +1,88 %, France hors Mayotte : +2,11 %).
| 1793 | 1800 | 1806 | 1821 | 1831 | 1836 | 1841 | 1846 | 1851 |
| ---- | ---- | ---- | ---- | ---- | ---- | ---- | ---- | ---- |
| 201  | 225  | 198  | 227  | 308  | 280  | 237  | 264  | 245  |

| 1856 | 1861 | 1866 | 1872 | 1876 | 1881 | 1886 | 1891 | 1896 |
| ---- | ---- | ---- | ---- | ---- | ---- | ---- | ---- | ---- |
| 224  | 231  | 246  | 232  | 244  | 250  | 241  | 190  | 210  |

| 1901 | 1906 | 1911 | 1921 | 1926 | 1931 | 1936 | 1946 | 1954 |
| ---- | ---- | ---- | ---- | ---- | ---- | ---- | ---- | ---- |
| 206  | 182  | 192  | 144  | 144  | 161  | 148  | 118  | 138  |

| 1962 | 1968 | 1975 | 1982 | 1990 | 1999 | 2005 | 2006 | 2010 |
| ---- | ---- | ---- | ---- | ---- | ---- | ---- | ---- | ---- |
| 125  | 117  | 81   | 82   | 102  | 81   | 94   | 95   | 81   |

| 2015 | 2020 | 2022 | - | - | - | - | - | - |
| ---- | ---- | ---- | - | - | - | - | - | - |
| 78   | 81   | 80   | - | - | - | - | - | - |

## Lieux et monuments
- L'église Sainte-Foy avec son clocher comtois.
- La chapelle de la Rochotte.
- le Dessoubre avec un beau barrage à angle droit en amont du village.

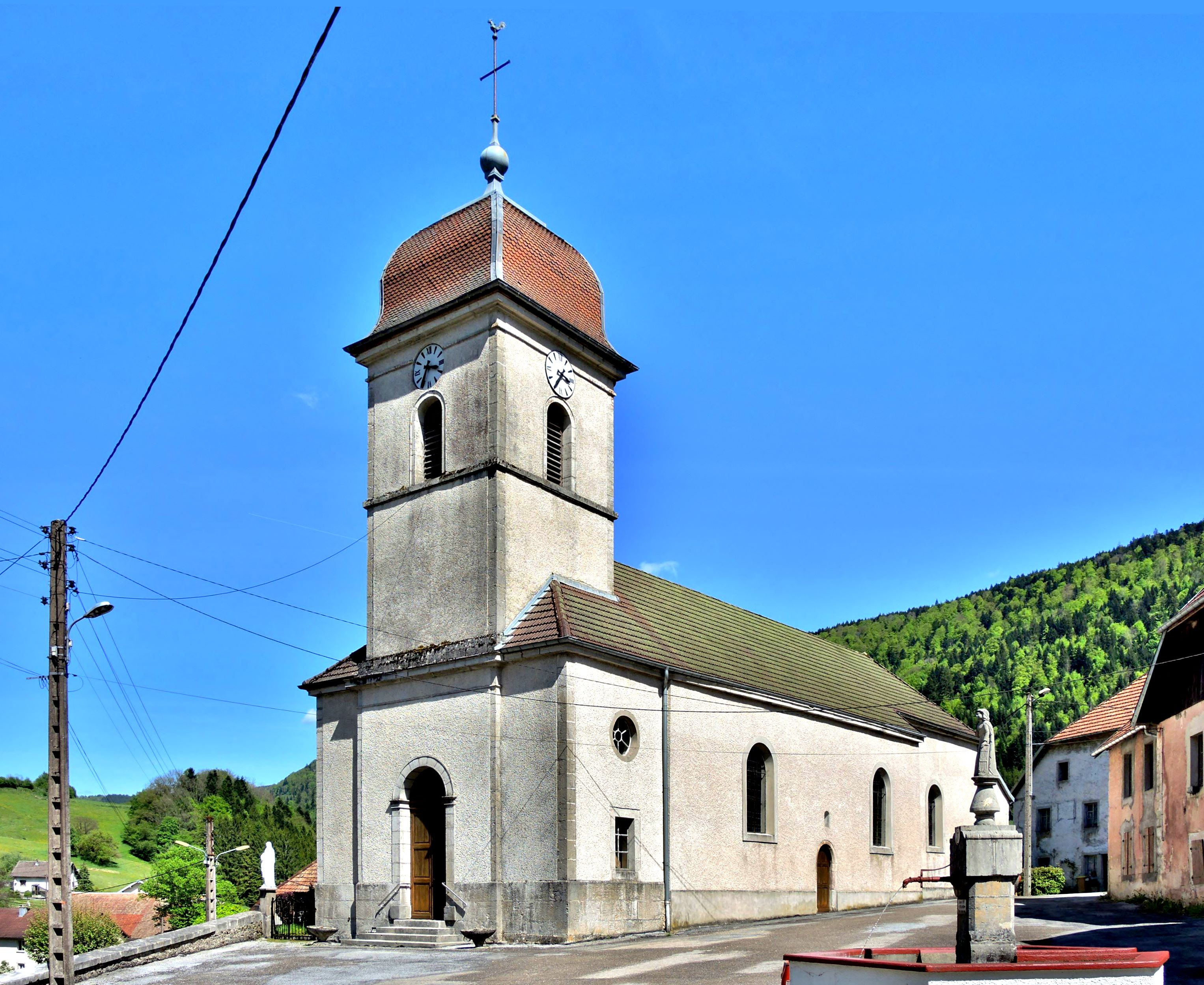
L'église Sainte-Foy.
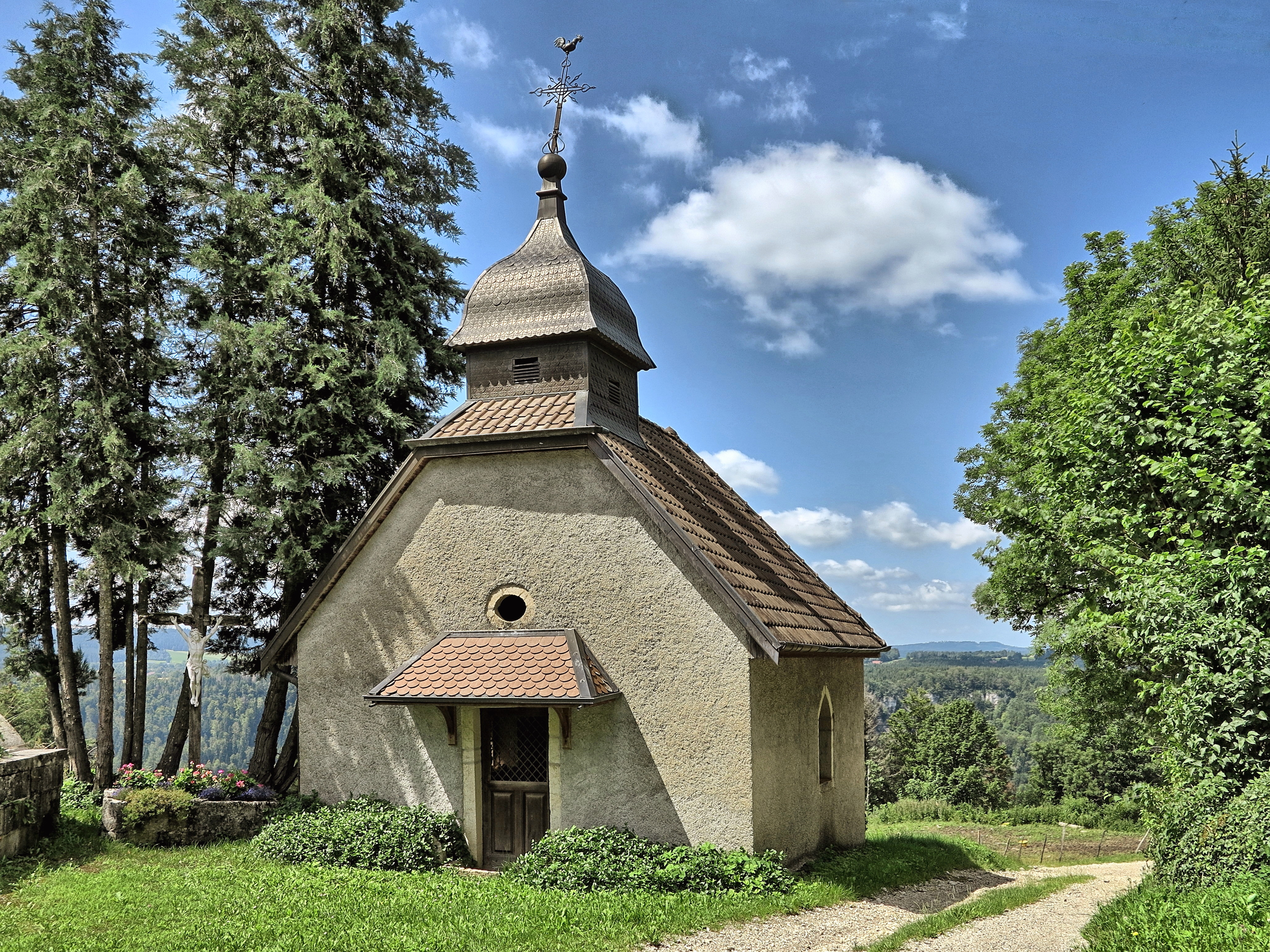
La chapelle de la Rochotte.
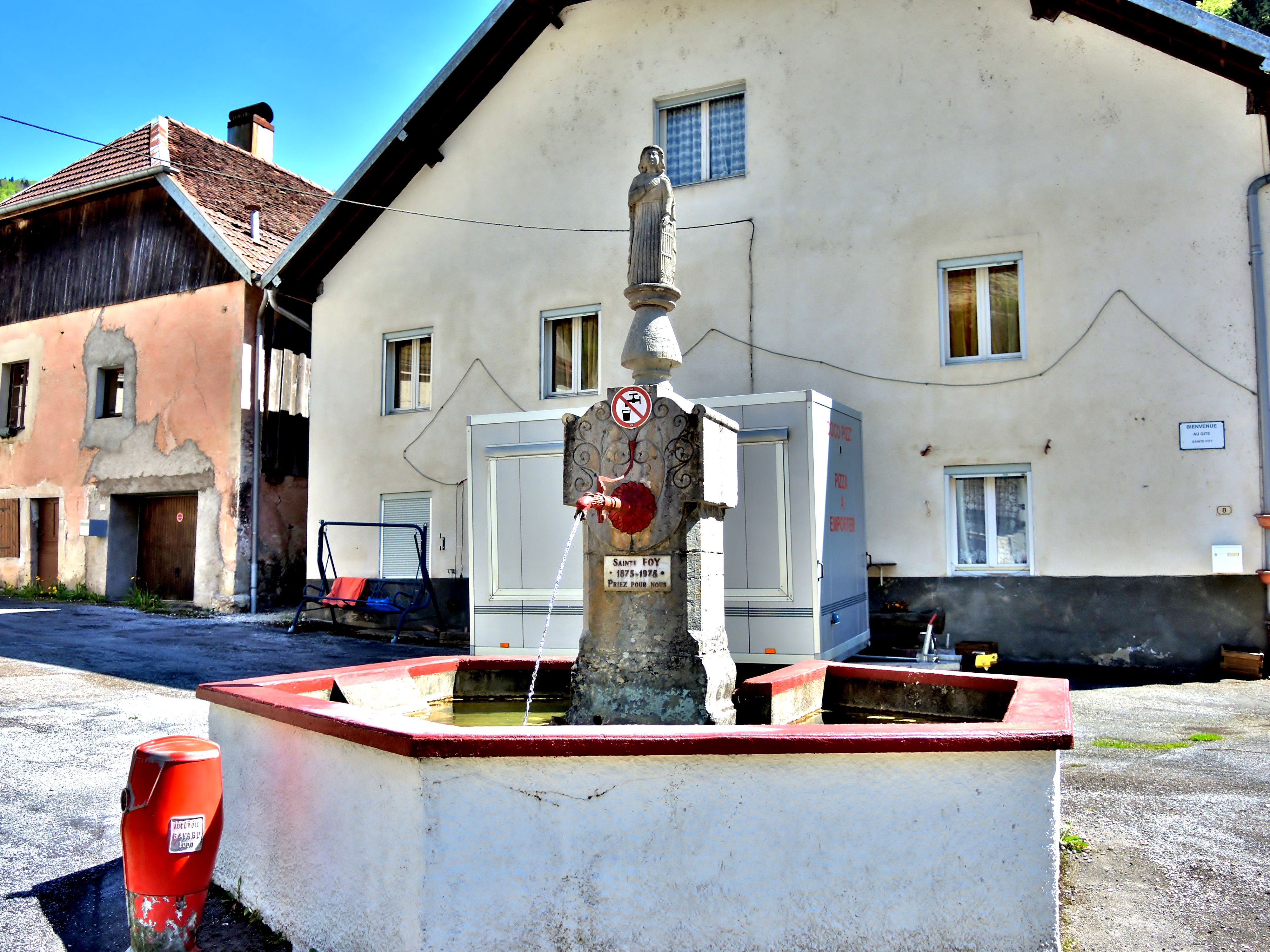
Fontaine.
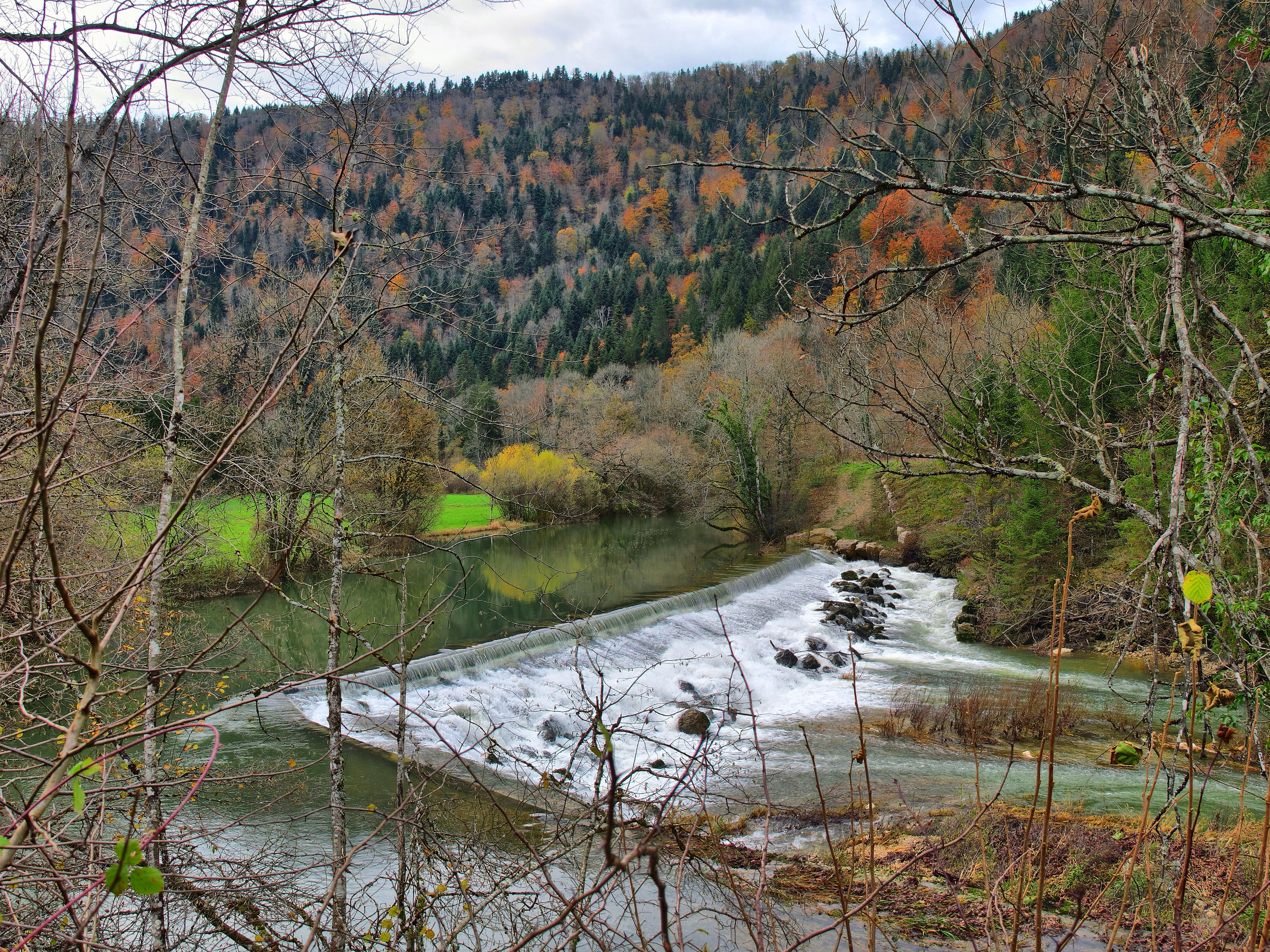
Le barrage sur le Dessoubre.
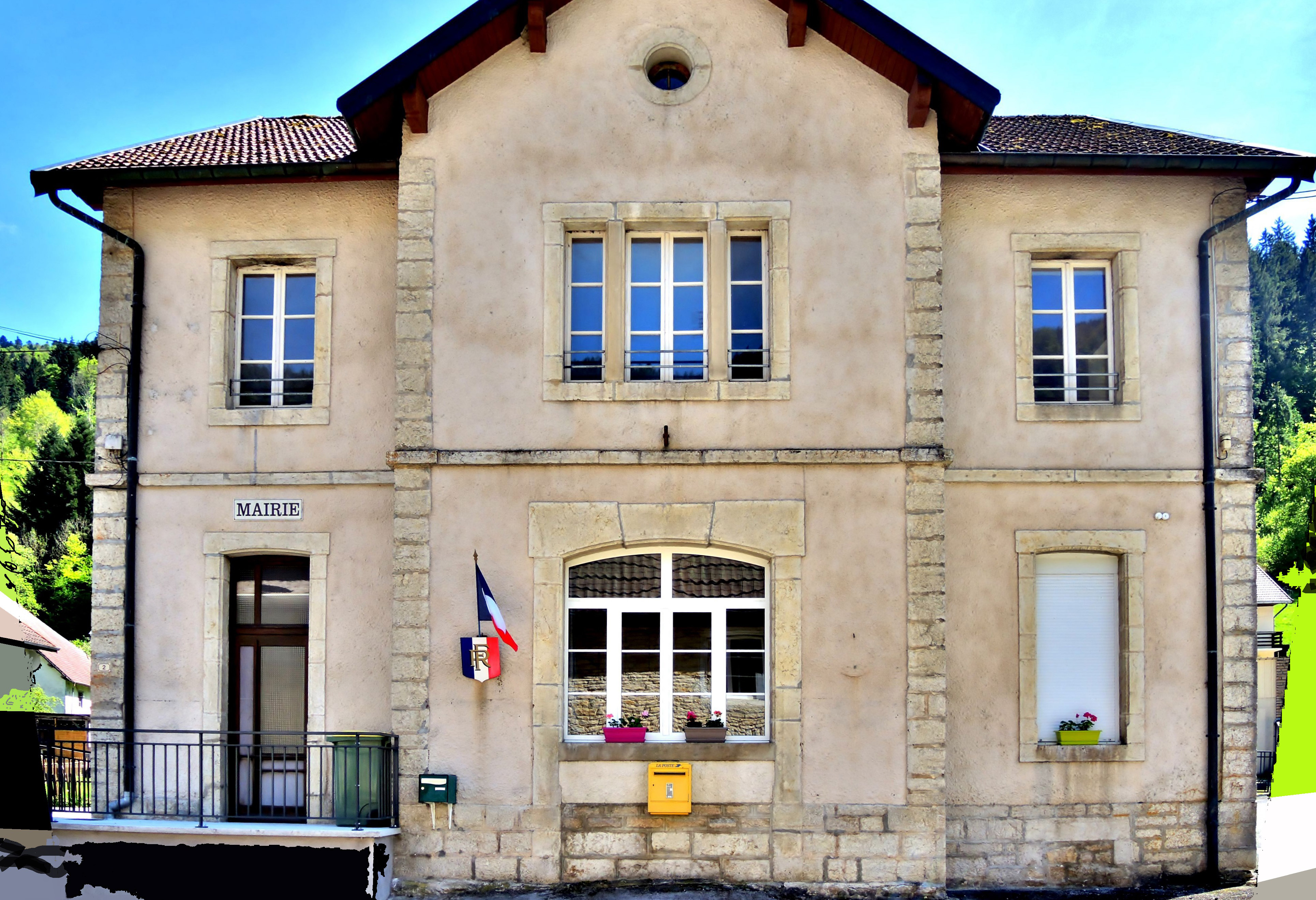
Mairie.

## Personnalités liées à la commune
- Raymond Minotto. Maire de 2001 à 2008.
- Robert Redford. Venait régulièrement pêcher dans la commune. Il y aurait d'ailleurs développé sa vision de Et au milieu coule une rivière.